# Rudolph Bierwirth

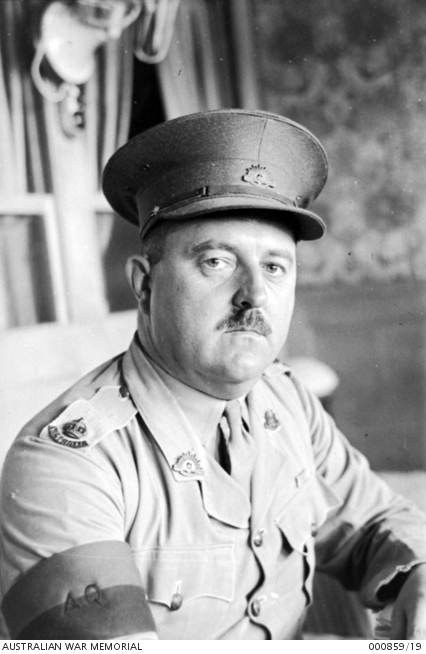
Rudolph Bierwirth

Rudolph Bierwirth, CBE (* 30. Januar 1899 in Kent Town, Adelaide, South Australia; † 27. November 1993 in Malvern, Melbourne, Victoria) war ein australischer Offizier und zuletzt Generalleutnant der Australian Army.

## Leben
Rudolph Bierwirth. Sohn des 1891 aus Hannover eingewanderten Lehrers Louis Ullrich Henry Frederick Gertrudis Ralph Bierwirth und der aus South Australia stammenden Bertha Eleanor Mary Pimlott, begann im Februar 1915 eine Offiziersausbildung am Royal Military College Duntroon und wurde nach deren Abschluss kurz nach Ende des Ersten Weltkrieges als Leutnant (Second Lieutenant) der Australian Imperial Force (AIF) ins Vereinigte Königreich versetzt. Zu Beginn der Zwischenkriegszeit diente er zwischen 1919 und 1920 im 1. Bataillon der Scots Guards und diente nach seiner Rückkehr nach Australien 20 Jahre lang in verschiedenen Verwendungen als Offizier und Stabsoffizier wie zum Beispiel zwischen 1935 und 1936 als Ausbilder am Royal Military College Duntroon.
Zu Beginn des Zweiten Weltkrieges war Bierwirth nach seiner Beförderung zum Oberstleutnant (Lieutenant-Colonel) zwischen dem 26. Juni und dem 29. November 1940 Kommandeur des 2/33rd Battalion, ein zur 25th Australian Infantry Brigade der 7th Division gehörendes Infanteriebataillon. Nachdem ihm der kommissarische Rang eines Oberst (Acting Colonel) verliehen wurde, fungierte er vom 30. November 1940 bis zum 10. März 1941 als kommissarischer Kommandeur der 25th Australian Infantry Brigade und wurde für seine Verdienste in dieser Zeit am 1. Januar 1941 Officer des Order of the British Empire (OBE). Am 10. März 1941 gab er den kommissarischen Rang eines Oberst zurück und war daraufhin zwischen dem 11. März und dem 2. Juni 1941 erneut Kommandeur des 2/33rd Battalion. Nach seiner Beförderung zum Oberst (Colonel) fungierte er während des Afrikafeldzuges vom 3. Juni 1941 bis zum 5. April 1942 als Assistierender Adjutant und Generalquartiermeister der im Mittleren Osten eingesetzten 6. Infanteriedivision (6th Australian Infantry Division) der AIF. Am 22. April 1942 erhielt er den vorübergehenden Rang eines Brigadier (Temporary Brigadier) und war daraufhin bis zum 5. April 1943 im Stab der Streitkräfte des Northern Territory verantwortlicher Stabsoffizier für Verwaltung der für alle Aspekte des Personalmanagements zuständigen Stabsabteilung A (Administration Branch) und der für Logistik- und Ausrüstungsunterstützung verantwortlichen Stabsabteilung Q (Quartermaster Branch). Nach einer kurzzeitigen Verwendung vom 6. April bis 19. Juni 1943 als stellvertretender Adjutant und Generalquartiermeister des III. Korps (III Australian Corps), fungierte er zwischen dem 20. Juni 1943 und dem 26. August 1944 als stellvertretender Adjutant und Generalquartiermeister des I. Korps (I Australian Corps) und damit während der Schlacht um Neuguinea zugleich vom 20. Juni bis zum 26. August 1943 als stellvertretender Adjutant und Generalquartiermeister der New Guinea Force, eine spezielle australische Militäreinheit, die 1942 zur Verteidigung der unter australischer Verwaltung stehenden britischen Kolonie Territorium Papua aufgestellt wurde, und deren Kommandeur zwischen September 1942 und August 1943 Generalleutnant Edmund Herring war. Im Anschluss war er vom 30. März 1944 bis zum 17. Mai 1945 stellvertretender Adjutant und Generalquartiermeister der Ersten Armee (First Australian Army), deren damaliger Kommandeur Generalleutnant Vernon Sturdee war. Zum Ende des Zweiten Weltkrieges wurde er am 17. Mai 1945 zweiter stellvertretender Generalquartiermeister der Q Branch im Hauptquartier des Heeres (Army Headquarters) und verblieb auf diesem Posten bis zum 13. Januar 1946.
Im Anschluss war Rudolph Bierwirth zwischen dem 14. Januar 1946 und dem 16. Juni 1947 Absolvent des Imperial Defence College (IDC) in London. Für seine Verdienste während des Zweiten Weltkrieges wurde er zudem am 14. Februar 1946 zum Commander des Order of the British Empire (CBE) ernannt. Nach seiner Rückkehr wurde er am 17. Juni 1947 stellvertretender Generalquartiermeister im Hauptquartier des Heeres und als solcher am 1. Januar 1949 auch zum Brigadegeneral (Brigadier) befördert. Darüber hinaus wurde er am 11. Januar 1949 auch Ehrenadjutant des Honorary Aide-de-camp des Generalgouverneurs von Australien, William John McKell, und erhielt 1950 auch den vorübergehenden Rang eines Generalmajors (Temporary Major-General). 1951 wurde er nach London versetzt und war dort bis 1952 Vertreter der Verteidigungsstreitkräfte Australiens (Australian Defence Force). Nach seiner Rückkehr wurde er 1952 zum Generalmajor (Major-General) befördert und war daraufhin zwischen 1952 und 1954 Kommandierender General von Western Australia. 1954 wurde ihm der vorübergehende Rang eines Generalleutnants (Temporary Lieutenant-General) verliehen, woraufhin er im Oktober 1954 Generalleutnant Henry Wells als Oberkommandierender der Streitkräfte des Commonwealth of Nations für Korea (Commander-in-Chief, British Commonwealth Forces Korea) mit Hauptquartier in Kure ablöste. Er beaufsichtigte die Reduzierung der Commonwealth-Streitkräfte in Südkorea und Japan und erwies sich als geschickt in taktvollen Verhandlungen und Diplomatie. Er verblieb auf diesem Posten bis Juni 1956, wurde im Anschluss von Brigadier Leonard Bruton abgelöst und trat zum 1. August 1956 in den Ruhestand.
1957 wurde Bierwirth Entwicklungsbeauftragter des Bundesstaates Victoria für die Kampagne „Bring out a Briton“, ein Sponsoringprogramm des Commonwealth, das darauf abzielte, den Anteil britischer Migranten, die nach Australien einreisen, zu erhöhen. Gleichzeitig wechselte er ins Finanzwesen und wurde Direktor und anschließend stellvertretender Vorsitzender der Mutual Permanent Building Society und ihrer Nachfolgerin, der Statewide Building Society. Er ging 1983 in den Ruhestand und engagierte sich zudem zwischen 1968 und 1971 als Präsident des Melbourne Savage Club.
Aus seiner am 15. Juli 1922 mit der in South Australia geborenen Rosalind Madge Guerin ging die Tochter Judy Bierwirth hervor, die 2006 unter dem Titel Late Entry eine Biografie ihres Vaters veröffentlichte.

## Hintergrundliteratur
- William Crooks: The Footsoldiers. The Story of the 2/33rd Australian Infantry Battalion, A.I.F. in the War of 1939–45, Printcraft Press, Brookvale, NSW, 1971
- Stuart Sayers: Ned Herring. A Life of Lieutenant General the Honourable Sir Edmund Herring, Hyland House, Canberra, 1980
- Robert O’Neill: Australia in the Korean War 1950–53. Strategy and Diplomacy, Band 1, Australian War Memorial and the Australian Government Publishing Service, Canberra, 1981
- David Horner: General Vasey’s War, Melbourne University Press, Carlton, Victoria, 1992
- Joseph Johnson: Laughter and the Love of Friends. A Centenary History of the Melbourne Savage Club 1894–1994 and A History of the Yorick Club 1868–1966, Melbourne Savage Club, Melbourne, 1994
- Judy Bierwirth: Late Entry, Ashburton, Victoria, Privatdruck, 2006